# B3 (album Beaty Kozidrak)
B3 – trzeci album solowy polskiej piosenkarki Beaty Kozidrak. Wydawnictwo ukazało się 16 września 2016 roku nakładem wytwórni muzycznej Sony Music Entertainment Poland.
Album dotarł do 3. miejsca polskiej listy przebojów – OLiS i osiągnął status złotej płyty. Nagrania były promowane teledyskami do utworów „Bingo”, „Upiłam się Tobą”, „Niebiesko-zielone” oraz „Ruchome wydmy”.

## Lista utworów
Opracowano na podstawie materiału źródłowego.
| Nr  | Tytuł utworu        | Słowa          | Muzyka                                        | Długość |
| --- | ------------------- | -------------- | --------------------------------------------- | ------- |
| 1.  | „Bingo”             | Beata Kozidrak | Paweł Sot                                     | 3:43    |
| 2.  | „Upiłam się Tobą”   | Beata Kozidrak | Beata Kozidrak                                | 3:09    |
| 3.  | „Nie kochaj mnie”   | Beata Kozidrak | Beata Kozidrak, Bogdan Kondracki              | 3:42    |
| 4.  | „Niebiesko-zielone” | Beata Kozidrak | Artur Daniewski, Marcin Limek, Robert Kalicki | 3:24    |
| 5.  | „Obok nas”          | Beata Kozidrak | Beata Kozidrak, Marcin Limek                  | 3:11    |
| 6.  | „Słońce na dłoni”   | Beata Kozidrak | Beata Kozidrak, Marcin Limek                  | 4:21    |
| 7.  | „Blizny”            | Beata Kozidrak | Beata Kozidrak, Marcin Limek                  | 3:33    |
| 8.  | „Ruchome wydmy”     | Beata Kozidrak | Ania Dąbrowska                                | 3:04    |
| 9.  | „Zamek z piasku”    | Beata Kozidrak | Anna Dąbrowska                                | 3:59    |
| 10. | „Drugie dno”        | Beata Kozidrak | Marcin Limek                                  | 3:57    |
| 11. | „Letni wiatr”       | Beata Kozidrak | Beata Kozidrak, Marcin Limek                  | 3:40    |
|     |                     |                |                                               | 39:43   |